# Stellaria littoralis
Stellaria littoralis är en nejlikväxtart som beskrevs av John Torrey. Stellaria littoralis ingår i släktet stjärnblommor, och familjen nejlikväxter. Inga underarter finns listade i Catalogue of Life.